# Divinità della morte

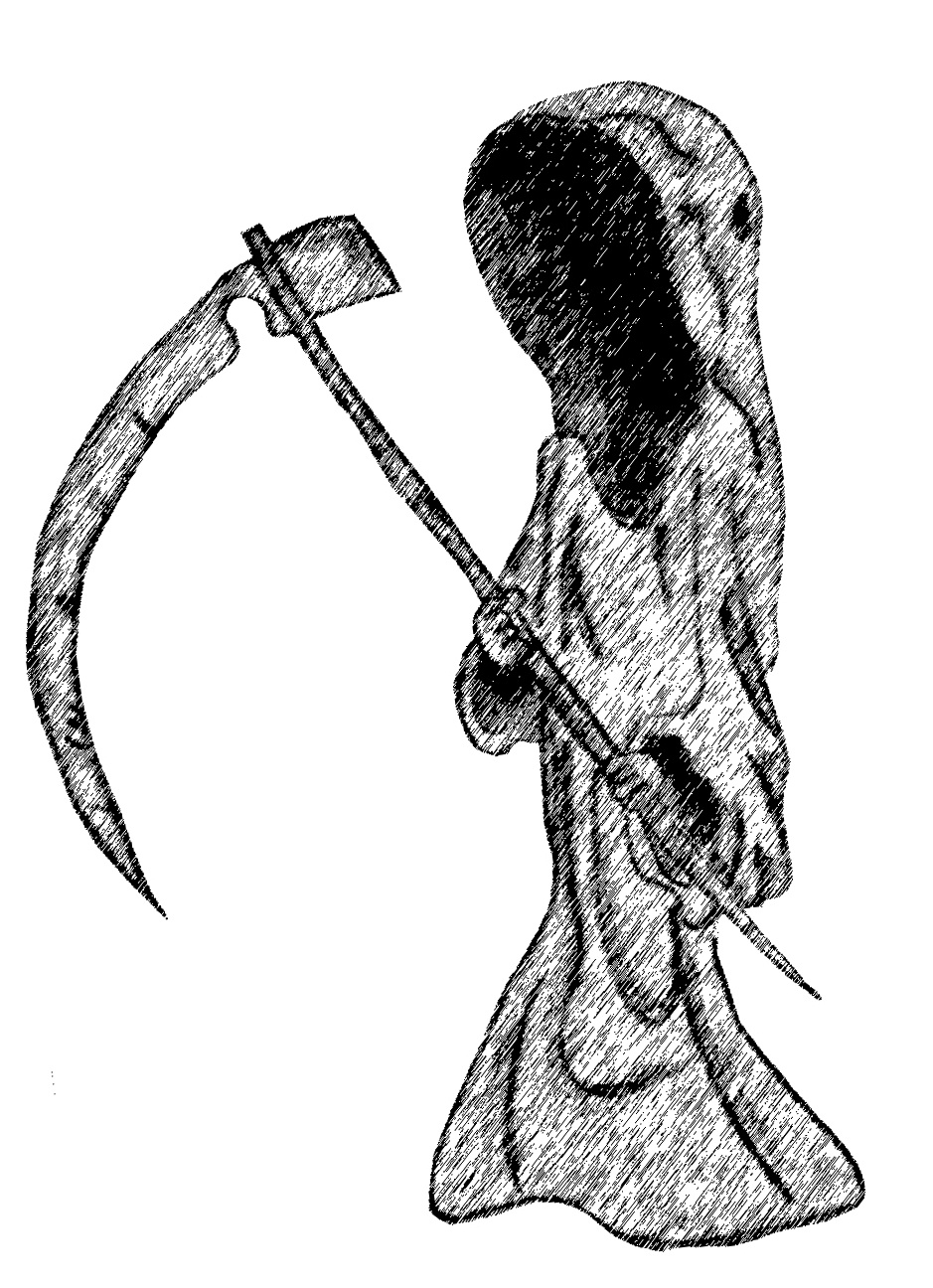
Raffigurazione di un Dio della Morte, con mantello e falce

Il dio della morte è una divinità che personifica e rappresenta la morte in diverse culture. Sovente è in coppia con un'altra divinità maggiore creatrice del mondo. 
Il Dio della Morte può anche essere identificato genericamente come: la Morte. Tuttavia, diversi popoli di diverse culture hanno attribuito alla Morte un'identità personale, a seconda dell'interpretazione del genere sessuale proprio della parola. In alcuni casi, la Morte è identificata come una figura femminile, anche se in molti media con la voce predominante maschile. Da tale interpretazione derivano i nomi: la Falciatrice, la Grande Mietitrice, la Fine; nel caso in cui la Morte venga interpretata come una figura maschile, viene denominata: il Falciatore, il Grande - o - il Tristo Mietitore ("Tristo" per l'atmosfera cupa che trasmette, traslitterazione di Triste; "Mietitore" perché "miete" le vite delle sue vittime).
La Morte viene spesso raffigurata in molti modi, a seconda dell'immaginario collettivo di membri delle varie culture. Durante il periodo che va dal 1340 al 1350 (periodo più devastante della Peste nera), con l'arte macabra nasce una nuova immagine della Morte: uno scheletro armato di falce, avvolto in un mantello nero ed incappucciato. In alcune raffigurazioni, egli cavalca un cavallo scheletrico che emana un'aura nera. In altre personificazioni della Morte, non v'è molta differenza da quella appena descritta. Le poche differenze riguardano piccoli dettagli, come il fatto che dietro il mantello, non c'è nessuno scheletro e in questo caso l'individuo fluttua nell'aria, ma con mani comunque scheletriche. A volte nelle tante rappresentazioni della Morte, è assente il cavallo scheletrico e in certi casi anche la falce (che comunque nella stragrande maggioranza dei casi non usa, perché gli basta toccare il/i malcapitato/i o schioccare le dita per prendere la vita delle persone). 
In alcuni media ed opere viene rappresentata la morte mentre combatte con la falce contro la vita, o qualsiasi altro suo rivale. 
In altre culture, invece (come quella azteco-messicana o quella presente in alcuni stati africani), la Morte è vista come una vera e propria divinità da venerare in una religione precisa, senza timore; è vista come un'entità a cui portare rispetto, non un tabù di cui avere paura. Secondo alcune di queste culture, la Morte verrebbe vista come una persona dal morente, solo quando egli muore di vecchiaia: in altri casi non apparirebbe. Alcune persone che sono state in coma, riferiscono di aver visto l'Angelo della Morte (denominato: Grim Walker) prendere in prestito la loro anima per mostrargli una dimensione superiore o parallela al mondo in cui vivevano (ciò è accertato in alcune religioni e/o mitologie, quali il buddismo, lo shintoismo o l'induismo, oppure nella mitologia greca e norrena). 
Secondo folclori e leggende, esisterebbero più tipi di Dèi della Morte. Ciò che le contraddistingue è il colore del mantello, che ne simboleggia la natura: 
- Morte Nera, quando il soggetto muore per malattia o per avvelenamento;
- Morte Rossa, quando il soggetto muore di una morte violenta, come una malattia dalla natura sanguigna, in battaglia o per un'emorragia di qualsiasi tipo. Per parlare di Morte Rossa, la morte del soggetto deve coincidere in qualche modo con il sangue, o comunque con la violenza;
- Morte Bianca, quando il soggetto muore di una morte non violenta o non dolorosa, come la morte per vecchiaia, o per arresto cardiaco.

## Lista degli dèi della morte
- Mitologia africana: Abassi, Ala, Azrail, Chuku
- Mitologia anglosassone: Waetla
- Mitologia azteca: Mictlantecuhtli
- Mitologia babilonese: Ereshkigal, Nergal
- Mitologia buddista e hindu: Yama, Pushan
- Mitologia cahuilla: Muut
- Mitologia cananea: Mot
- Mitologia celtica: Mórrígan, Belatu-Cadros (soprattutto nel Galles), Epona, Ogmios, Ankou
- Mitologia egizia: Anubi, Osiride, Nefti,  Neith, Seth, Thot
- Mitologia etrusca: Mania (divinità), Vanth
- Mitologia finlandese: Tuoni
- Mitologia giapponese: Enma (probabilmente una traslitterazione di Yama), Shinigami
- Mitologia greca: Moire, Caronte, Thanatos, Ker, Macaria, Ecate
- Mitologia guanci: Guayota
- Mitologia igbo: Ogbunabali
- Mitologia induista: Yama
- Mitologia Inuit: Anguta, Pinga
- Mitologia irlandese: Donn
- Mitologia islamica: Azrael, Nakir e Munkar
- Mitologia maori: Hine-nui-te-pō
- Mitologia maya: Ah Puch, Ixtab
- Mitologia nordica: Hel, Freyja
- Mitologia polinesiana: Aumakua
- Mitologia romana: Plutone, Mercurio, Dis Pater, Parche, Mors
- Mitologia lituana: Giltinė
- Mitologia slava: Volos, Morana
- Mitologia sumera: Ereškigal
- Zoroastrismo: Vohu Mano
- Vudù: Guédé, Baron Samedì